# Blastobasis controversella
Blastobasis controversella é uma espécie de mariposa do gênero Blastobasis pertencente à família Coleophoridae.